# Lissodendoryx fertilior
Lissodendoryx fertilior är en svampdjursart som beskrevs av Topsent 1904. Lissodendoryx fertilior ingår i släktet Lissodendoryx och familjen Coelosphaeridae. Inga underarter finns listade i Catalogue of Life.